# Thomas James Walsh
Thomas James Walsh (Two Rivers, 12 giugno 1859 – nei pressi di Wilson, 2 marzo 1933) è stato un politico e avvocato statunitense.

## Biografia
Fu senatore degli Stati Uniti e nominato alla carica di procuratore generale degli Stati Uniti al tempo del presidente degli Stati Uniti d'America Franklin Delano Roosevelt (32º presidente).
Nato nello stato del Wisconsin e senatore in rappresentanza dello stato del Montana sarebbe dovuto diventare il 56º procuratore generale ma la morte lo colse poco prima della nomina ufficiale. Al suo posto venne nominato Homer Stille Cummings.
Morì avvelenato, probabilmente da sua moglie, mentre si stava recando in treno all'inaugurazione della presidenza di Franklin D. Roosevelt.